# 阿赫玛·达兰
阿赫玛·达兰（1868年8月1日—1923年2月23日），原名穆罕默德·达尔维（是印度尼西亚穆斯林宗教领袖和伊斯兰复兴主义者，他创立了穆罕默迪亚组织。该组织是后来印度尼西亚最大的穆斯林组织之一，仅次于伊斯兰教士联合会。他是日惹当地一座清真寺的阿訇之子，其血统可以追溯到穆罕默德的血统。阿赫玛·达兰15岁时完成了朝觐，并在麦加生活了五年。